# Charles Prosper Wolff Schoemaker

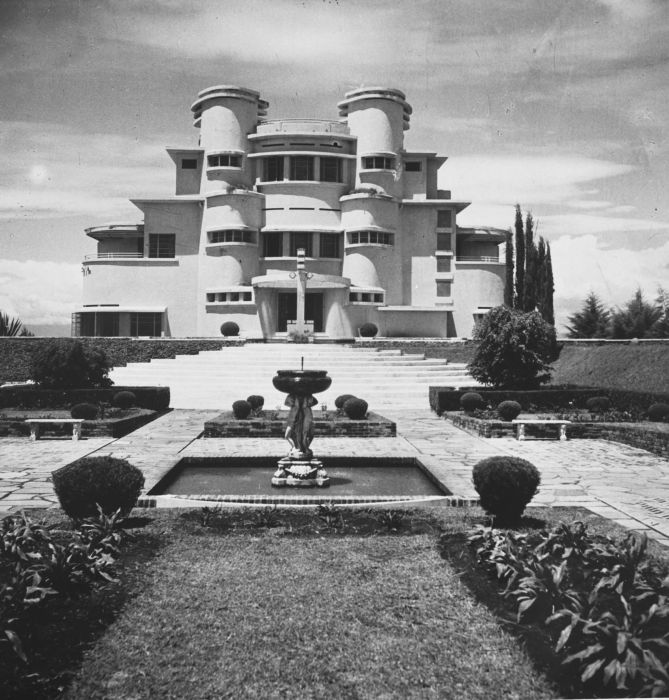
Die Villa Isola in Bandung, entworfen von Wolff Schoemaker

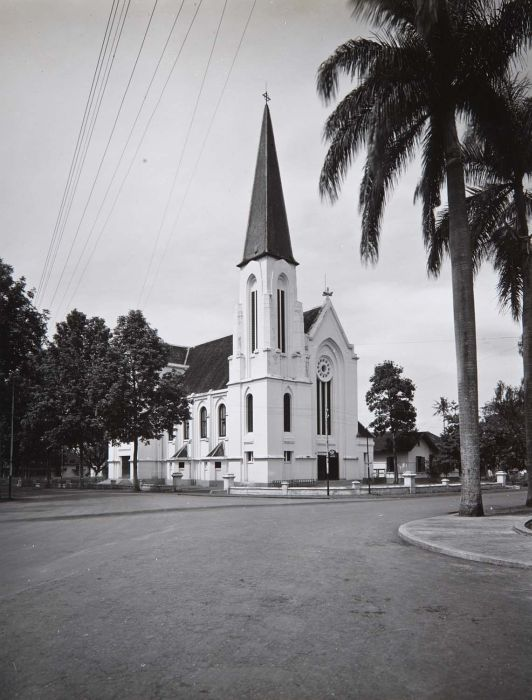
Die Kathedrale von Bandung

Charles Prosper Kemal Wolff Schoemaker (* 25. Juli 1882 in Banyu Biru, Java; † 22. Mai 1949 in Bandung) war ein niederländischer Architekt, der vorwiegend in Niederländisch-Indien tätig war.

## Lebenslauf
Charles Prosper Schoemaker entstammte einer Familie, die seit drei Generationen in Niederländisch-Indien lebte. Er besuchte die Hogere Burgerschool in Nijmegen, anschließend die Koninklijke Militaire Academie in Breda und machte einen Abschluss als Hoch- und Tiefbauingenieur. Von 1905 bis 1911 war er Offizier von in Batavia stationierten Pioniereinheiten. Er war wechselnd für die Armee sowie für das Departement van Burgerlijke Openbare Werken (Abteilung für öffentliche Bauten) tätig, von 1911 bis 1914 war er Direktor der Stadtwerke von Batavia. Anschließend arbeitete er ein Jahr lang für die Firma Schlieper & Co. und machte in dieser Zeit eine Studienreise in die Vereinigten Staaten. Dort blieb er wegen des Ausbruchs des Ersten Weltkriegs länger als geplant. 1918 eröffnete er gemeinsam mit seinem Bruder Richard Schoemaker das Architekturbüro C.P. Schoemaker en Associatie, Architecten en Ingenieurs, das bis 1924 bestand. Ab 1922 legte er sich den Doppel-Namen Wolff Schoemaker (Wolff war der Geburtsname seiner Mutter) zu.
Von 1922 bis 1924 war Schoemaker außerordentlicher Professor an der Technische Hoogeschool Bandoeng und bis 1939 ordentlicher Professor. Zudem war er Gastprofessor an der Technischen Universität Delft. 1920 nahm er an der Niederländisch-indischen Architekturdebatte teil. Er war auch als Maler und Bildhauer tätig und steuerte Skulpturen zum Bandoengse Kunstkring bei, dessen Vorsitzender er zeitweise war, ab 1927 Ehrenmitglied. 1938 wurde er mit dem Orden vom Niederländischen Löwen ausgezeichnet.
Während Wolff Schoemaker als Architekt hoch geachtet war, war er wegen seines ungewöhnlichen Lebensstils in der niederländischen Kolonie ein gesellschaftlicher Außenseiter. So war er fünf Mal verheiratet (einer seiner Schwiegerväter war der Flugpionier Johan Hilgers), und das in einer solch schnellen Abfolge, dass das erste Kind aus seiner vierten Ehe vor dem letzten aus seiner dritten geboren wurde. Er konvertierte zum Islam, pilgerte nach Mekka und nahm den muslimischen Namen Kemal an. Er sammelte asiatische Kunst und hielt exotische Tiere: einen schwarzen Panther, eine riesige Boa und Giftschlangen. Beunruhigten Besuchern soll er versichert haben, dass er das passende Gegengift im Hause habe.
Schoemakers Bruder Richard wurde 1942 als Widerstandskämpfer im KZ Sachsenhausen hingerichtet, Johan Hilgers starb 1945 in einem japanischen Kriegsgefangenenlager.

## Werk
C. P. Schoemaker wird als Frank Lloyd Wright von Indonesien bezeichnet. Er entwarf zahlreiche Gebäude, darunter eine protestantische und eine katholische Kirche, eine Moschee, eine Bank und Villen; 62 Gebäude können ihm mit Sicherheit zugeordnet werden, bei weiteren 52 kann seine Mitwirkung nicht zweifelsfrei nachgewiesen werden. Zu seinen bekanntesten Werken gehören die Villa Isola sowie die Renovierung des Grand Hotel Preanger in Bandung, die zu den Höhepunkten niederländischer Kolonialarchitektur zählen. In den 1920er und 1930er Jahren versuchte man in Niederländisch-Indien, einen modernen kolonialen Stil zu entwickeln, und Schoemaker war einer der Protagonisten dieser Strömung.

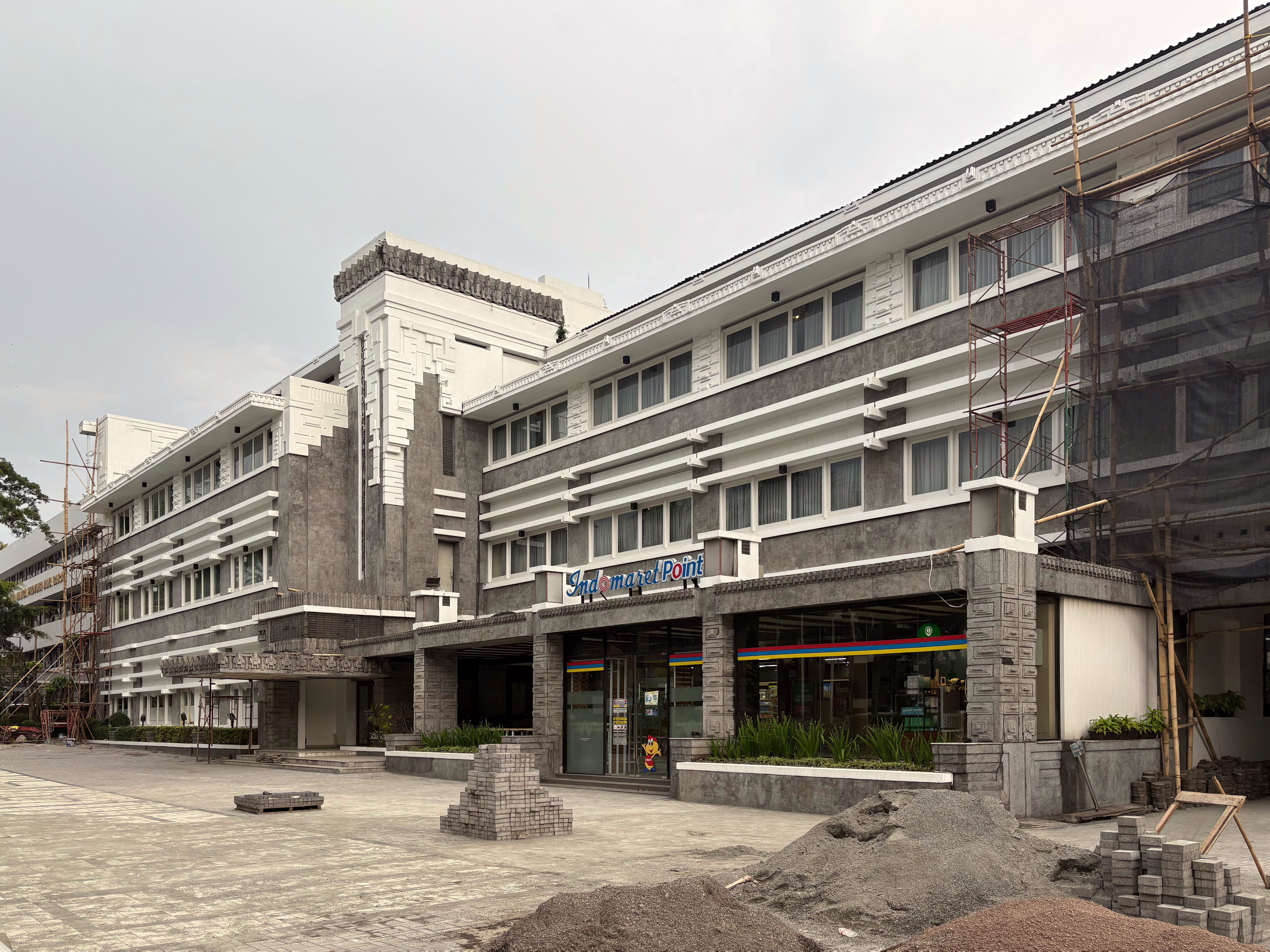
Grand Hotel Preanger in Bandung

Bei der Renovierung des Grand Hotel Preanger fungierte der spätere erste Präsident von Indonesien, Sukarno, als Assistent Schoemakers. Die beiden Männer blieben bis zu Schoemakers Tod befreundet: „Met Soekarno had Schoemaker een passie voor kunst en vrouwen gemeen.“ (dt.: „Schoemaker teilte mit Sukarno eine Leidenschaft für Kunst und Frauen.“)